# Villa modesta
Espèce
Villa modesta est une espèce d'insectes diptères brachycères de la famille des bombylidés.